# 波浮の港 (1963年の映画)
波浮の港（はぶのみなと）は、1963年の日活映画。カラー、1時間35分。吉永小百合、浜田光夫主演で、野口雨情の「波浮の港」を主題歌とした歌謡映画。9月21日公開。齋藤武市監督。

## あらすじ
伊豆大島・波浮の港にある寺の長男ながら、僧職を弟に譲って商船大学へ行き東京航路の汽船長を目ざす高住隆一は父・隆澄に「許婚者のある娘に惚れてしまった」と打ち明ける。隆澄の脳裏には28年前の情景が浮かんでいた。隆一が愛しているのは、かつて隆澄が愛していたキクの娘・明代だったのである。明代の婚約者は若い網元の宗太郎で、明代も隆一が好きだったが、そのため明代は隆一に冷たくしていた。明代の母・キクは病床にあった。
ある日、村の娘・千鶴子が自殺を図るが助けられる。妊娠した子供を堕胎したことを隆一は知り、相手が宗太郎であることを知って宗太郎を殴る。隆一と明代は千鶴子の病床へ宗太郎とその母を呼び、宗太郎に自白を迫るが宗太郎は拒み、母もまた、何があっても婚約に変わりはないと言う。宗太郎の母と明代の父は肚をあわせて、隆一と明代の仲を裂こうとする。そんな時、明代の母が死ぬが、明代の父は酒に酔って人々を騒がせ、たしなめた隆一と争いになり、明代の父は隆澄とも争うが、ついに父は明代と隆一の結婚を認めるのであった。

## スタッフ
- 企画................笹井英男
- 監督................斎藤武市
- 助監督..............手銭弘喜
- 脚本................才賀明
- 原作...............「おもかげ」小沢不二夫
- 撮影................横山実
- 音楽................小杉太一郎
- 美術................坂口武玄
- 録音................神保小四郎
- 照明................河野愛三
- 協賛................東海汽船株式会社

## キャスト
- 明代（「波浮旅館」の娘）................吉永小百合
- 高住隆一（商船大学生）................浜田光夫
- 隆澄（「水泉寺」住職、隆一の父）.......宇野重吉
- トヨ（その妻）................高野由美
- 隆次（隆一の弟）...............小沢直好
- 吾郎（「波浮旅館」の主人）........大坂志郎
- キク（その妻）................奈良岡朋子
- 宗太郎（若い網元）................沢本忠雄
- リキ（その母）................宮城千賀子
- 千鶴子（茶屋で働く娘）................松尾嘉代
- 宇平（その父漁師）................大町文夫
- 秀夫（隆一の友人漁師）................和田浩治
- 銀三（「すし銀」の主人）...............近藤宏
- 加代（その妻）................鏑木ハルナ
- 清治（百姓）................光沢でんすけ
- 留吉（「ハブ旅館」の番頭）.........河上信夫

## 同時上映
- 『悪太郎』